# American Idol/Staffel 12
Die zwölfte Staffel von American Idol fand von Januar bis Mai 2013 statt. Es gab drei Neuerungen in der Jurybesetzung, so stießen Mariah Carey, Nicki Minaj und Keith Urban zu Randy Jackson. Gewinnerin der Show wurde Candice Glover.

## Änderungen der Show
Nachdem die Einschaltquoten in der elften Staffel stark nachgelassen hatten, hatte der President von Fox Entertainment, Kevin Reilly verkündet, dass es Änderungen in der zwölften Staffel geben würde. Mitte Juli haben die beiden Juroren Jennifer Lopez und Steven Tyler verkündet, sie würden nicht mehr in der Show teilnehmen. Ryan Seacrest bleibt wie bisher und für mindestens zwei weitere Staffel Moderator des Formats.

## Regionalausscheide
Um frischen Wind in die Show zu bringen, wurden zu den großen regionalen Entscheiden, auch in kleineren Städten Ausscheide veranstaltet. Diese fanden im Rahmen des American Idol Small Town Audition Bus Tour in Idaho Falls, Idaho, Billings, Montana, Caspar, Wyoming, Rock Rapids, Iowa, Iowa City, Iowa, Bowling Green, Kentucky, Clarksdale, Mississippi, Joplin, Missouri, Dodge City, Kansas und Grand Junction, Colorado statt.
Weiter gibt es das Nominate an Idol (nominiere einen Star) Programm, bei dem Familienmitglieder oder Freunde ihre Kandidaten vorschlagen können, indem sie im Internet eine Bewerbung mit einem Video oder einer Website von ihrem next Idol abgeben. Die Performance muss eine Solo- und A-cappella-Vorstellung sein. Ausgewählte Teilnehmer werden von einem Fernsehteam überrascht und haben die Möglichkeit in der nächsten Runde teilzunehmen.
Seit Staffel 12 gibt es auch die Möglichkeit sich online zu bewerben.

## Woche in Hollywood und Las Vegas Ausscheid
Zum ersten Mal wurden die Ausscheide von Hollywood im Valley Performance Arts Center in Northridge, Kalifornien abgehalten. Die Teilnehmer wurden nach Geschlechtern getrennt. Die männlichen Teilnehmer waren in der ersten, die weiblichen Teilnehmer in der zweiten Woche dran. Es gab in jeder Woche drei Entscheide: einen A-cappella-, einen Gruppen- und einen Soloentscheid.
Von 40 Teilnehmern, die in der „sudden death“ (plötzlicher Tod, im Sinne von plötzlichem Ausscheid), kamen nur 20 weiter. Es gab vier Runden, mit je zehn weiblichen oder männlichen Teilnehmern, von denen je fünf weiter in das Live-Halbfinale kamen. Der Las Vegas-Ausscheid fand im The Beatles Love by Cirque De Soleil am The Mirage.

### Frauen 1
| Startnr. | Teilnehmer        | Lied (Interpret)                                            | Ergebnis      |
| -------- | ----------------- | ----------------------------------------------------------- | ------------- |
| 1        | Jenny Beth Willis | „Heaven, Heartache and the Power of Love“ (Trisha Yearwood) | Ausgeschieden |
| 2        | Tenna Torres      | „Soulmate“ (Natasha Bedingfield)                            | Weiter        |
| 3        | Adriana Latonio   | „Ain't No Way“ (Aretha Franklin)                            | Weiter        |
| 4        | Brandy Hotard     | „Anymore“ (Travis Tritt)                                    | Ausgeschieden |
| 5        | Shubha Vedula     | „Born This Way“ (Lady Gaga)                                 | Ausgeschieden |
| 6        | Kamaria Ousley    | „Mr. Know It All“ (Kelly Clarkson)                          | Ausgeschieden |
| 7        | Kree Harrison     | „Up to the Mountain“ (Patti Griffin)                        | Weiter        |
| 8        | Angela Miller     | „Nobody’s Perfect“ (Jessie J)                               | Weiter        |
| 9        | Isabelle          | „God Bless the Child“ (Billie Holiday)                      | Ausgeschieden |
| 10       | Amber Holcomb     | „My Funny Valentine“ (Mitzi Green)                          | Weiter        |

### Männer 1
| Startnr. | Teilnehmer        | Lied (Interpret)                                  | Ergebnis      |
| -------- | ----------------- | ------------------------------------------------- | ------------- |
| 1        | Paul Jolley       | „Tonight I Wanna Cry“ (Keith Urban)               | Weiter        |
| 2        | Johnny Keyser     | „I Won't Give Up“ (Jason Mraz)                    | Ausgeschieden |
| 3        | JDA               | „Rumour Has It“ (Adele)                           | Ausgeschieden |
| 4        | Kevin Harris      | „(Everything I Do) I Do It for You“ (Bryan Adams) | Ausgeschieden |
| 5        | Chris Watson      | „(Sittin’ On) The Dock of the Bay“ (Otis Redding) | Ausgeschieden |
| 6        | Devin Velez       | „Listen“ (Beyoncé)                                | Weiter        |
| 7        | Elijah Liu        | „Talking to the Moon“ (Bruno Mars)                | Weiter        |
| 8        | Charlie Askew     | „Rocket Man“ (Elton John)                         | Weiter        |
| 9        | Jimmy Smith       | „Raining on Sunday“ (Radney Foster)               | Ausgeschieden |
| 10       | Curtis Finch, Jr. | „Superstar“ (Delaney & Bonnie)                    | Weiter        |

### Frauen 2
| Startnr. | Teilnehmer       | Lied (Interpret)                                            | Ergebnis      |
| -------- | ---------------- | ----------------------------------------------------------- | ------------- |
| 1        | Melinda Ademi    | „Nobody’s Perfect“ (Jessie J)                               | Ausgeschieden |
| 2        | Candice Glover   | „(You Make Me Feel Like) A Natural Woman“ (Aretha Franklin) | Weiter        |
| 3        | Juliana Chahayed | „Skyscraper“ (Demi Lovato)                                  | Ausgeschieden |
| 4        | Jett Hermano     | „Only Girl (In the World)“ (Rihanna)                        | Ausgeschieden |
| 5        | Cristabel Clack  | „No One“ (Alicia Keys)                                      | Ausgeschieden |
| 6        | Aubrey Cleland   | „Sweet Dreams“ (Beyoncé)                                    | Weiter        |
| 7        | Rachel Hale      | „Nothing But the Water“ (Grace Potter and the Nocturnals)   | Ausgeschieden |
| 8        | Breanna Steer    | „Bust Your Windows“ (Jazmine Sullivan)                      | Weiter        |
| 9        | Janelle Arthur   | „Just a Kiss“ (Lady Antebellum)                             | Weiter        |
| 10       | Zoanette Johnson | „Circle of Life“ (Elton John)                               | Weiter        |

### Männer 2
| Startnr. | Teilnehmer           | Lied (Interpret)                              | Ergebnis      |
| -------- | -------------------- | --------------------------------------------- | ------------- |
| 1        | Mathenee Treco       | „A Little Less Conversation“ (Elvis Presley)  | Ausgeschieden |
| 2        | Gurpreet Singh Sarin | „Nothing Ever Hurt Like You“ (James Morrison) | Ausgeschieden |
| 3        | Vincent Powell       | „Cause I Love You“ (Lenny Williams)           | Weiter        |
| 4        | Nick Boddington      | „Say Something Now“ (James Morrison)          | Weiter        |
| 5        | Josh Holiday         | „I'm Better with You“ (Josh Holiday)          | Ausgeschieden |
| 6        | David Oliver Willis  | „Fever“ (Little Willie John)                  | Ausgeschieden |
| 7        | Bryant Tadeo         | „New York State of Mind“ (Billy Joel)         | Ausgeschieden |
| 8        | Burnell Taylor       | „This Time“ (John Legend)                     | Weiter        |
| 9        | Lazaro Arbos         | „Tonight I Wanna Cry“ (Keith Urban)           | Weiter        |
| 10       | Cortez Shaw          | „Titanium“ (David Guetta feat. Sia)           | Weiter        |

## Halbfinale
Das Halbfinale fand, wie schon der Las Vegas-Ausscheid, im The Beatles Love by Cirque De Soleil am The Mirage statt. Das Event, welches drei Abende währte, war das erste, in welchem Zuschauer von daheim aus abstimmen durften, wer in der Show weiterkommen würde.

### Frauen
| Startnr. | Teilnehmer       | Lied (Interpret)                              | Ergebnis      |
| -------- | ---------------- | --------------------------------------------- | ------------- |
| 1        | Zoanette Johnson | „What’s Love Got to Do with It“ (Tina Turner) | Ausgeschieden |
| 2        | Breanna Steer    | „Flaws and All“ (Beyoncé)                     | Ausgeschieden |
| 3        | Aubrey Cleland   | „Big Girls Don’t Cry“ (Fergie)                | Ausgeschieden |
| 4        | Janelle Arthur   | „If I Can Dream“ (Elvis Presley)              | Weiter        |
| 5        | Tenna Torres     | „Lost“ (Faith Hill)                           | Ausgeschieden |
| 6        | Angie Miller     | „Never Gone“ (Colton Dixon)                   | Weiter        |
| 7        | Amber Holcomb    | „I Believe in You and Me“ (The Four Tops)     | Weiter        |
| 8        | Kree Harrison    | „Stronger“ (Faith Hill)                       | Weiter        |
| 9        | Adriana Latonio  | „Stand Up for Love“ (Destiny’s Child)         | Ausgeschieden |
| 10       | Candice Glover   | „Ordinary People“ (John Legend)               | Weiter        |

### Männer
| Startnr. | Teilnehmer        | Lied (Interpret)                                       | Ergebnis      |
| -------- | ----------------- | ------------------------------------------------------ | ------------- |
| 1        | Elijah Liu        | „Stay“ (Rihanna feat. Mikky Ekko)                      | Ausgeschieden |
| 2        | Cortez Shaw       | „Locked Out of Heaven“ (Bruno Mars)                    | Ausgeschieden |
| 3        | Charlie Askew     | „Mama“ (Genesis)                                       | Ausgeschieden |
| 4        | Nick Boddington   | „Iris“ (Goo Goo Dolls)                                 | Ausgeschieden |
| 5        | Burnell Taylor    | „I'm Here“ (LaChanze)                                  | Weiter        |
| 6        | Paul Jolley       | „Just a Fool“ (Christina Aguilera feat. Blake Shelton) | Weiter        |
| 7        | Lazaro Arbos      | „Feeling Good“ (Cy Grant)                              | Weiter        |
| 8        | Curtis Finch, Jr. | „I Believe I Can Fly“ (R. Kelly)                       | Weiter        |
| 9        | Devin Velez       | „Somos Novios (It's Impossible)“ (Perry Como)          | Weiter        |
| 10       | Vincent Powell    | „End of the Road“ (Boyz II Men)                        | Ausgeschieden |

### Gewinner
| Startnr.                                | Kandidat          | Song                   | Ehemaliger Idol Gewinner | Ergebnis      |
| --------------------------------------- | ----------------- | ---------------------- | ------------------------ | ------------- |
| 1                                       | Curtis Finch, Jr. | „I Believe“            | Fantasia Barrino         | Ausgeschieden |
| 2                                       | Janelle Arthur    | „Gone“                 | Scotty McCreery          |               |
| 3                                       | Devin Velez       | „Temporary Home“       | Carrie Underwood         | Bottom 2      |
| 4                                       | Angie Miller      | „I Surrender“          | Kelly Clarkson           | Top 3         |
| 5                                       | Paul Jolley       | „Amazed“               | Scotty McCreery          |               |
| 6                                       | Candice Glover    | „I (Who Have Nothing)“ | Jordin Sparks            | Top 3         |
| 7                                       | Lazaro Arbos      | „Breakaway“            | Kelly Clarkson           |               |
| 8                                       | Kree Harrison     | „Crying“               | Carrie Underwood         | Top 3         |
| 9                                       | Burnell Taylor    | „Flying Without Wings“ | Ruben Studdard           |               |
| 10                                      | Amber Holcomb     | „A Moment Like This“   | Kelly Clarkson           |               |
| Sing-off für den letzten Platz der Tour |                   |                        |                          |               |
| 1                                       | Charlie Askew     | „Sky Blue Diamond“     | N/A                      | Ausgeschieden |
| 2                                       | Aubrey Cleland    | „Out Here on My Own“   | N/A                      | Auf Tour      |

- Gruppensong: „Shine Your Way“

#### Frauen
- Amber Holcomb sang „I’m Every Woman“ (Chaka Khan)
- Angie Miller sang „I Was Here“ (Beyoncé)
- Candice Glover sang „I'm Going Down“ (Rose Royce)
- Janelle Arthur sang „Home“ (Dierks Bentley)
- Kree Harrison sang „Evidence“ (Susan Tedeschi)

#### Männer
- Burnell Taylor sang „Ready for Love“ (India.Arie)
- Curtis Finch, Jr. sang „So High“ (John Legend)
- Devin Velez sang „The Power of One (Change the World)“ (Israel Houghton)
- Lazaro Arbos sang „Bridge over Troubled Water“ (Simon & Garfunkel)
- Paul Jolley sang „Alone“ (Heart)